# Maruja Mallo
Ana María Gómez González, més coneguda pel seu pseudònim Maruja Mallo (Viveiro, 5 de gener de 1902 - Madrid, 6 de febrer de 1995) fou una pintora surrealista gallega. Fou considerada una musa de la Generació del 27, caracteritzada per la independència i pel protagonisme aconseguit per les dones en les arts plàstiques, en la qual també s'hi afegeixen les artistes Soledad Martínez, Ángeles Santos i Remedios Varo.

## Joventut
Fou la quarta filla dels catorze fills que tingué el matrimoni format per Justo Gómez Mallo, funcionari del cos de duanes, i María del Pilar González Lorenzo, d'ascendència gallega; així com germana major de l'escultor Cristino Mallo, qui va nàixer a Tui el 1905.
Com que el treball de son pare el fa canviar sovint de residència, la família es trasllada després del naixement del seu germà a Avilés, on viurà des de 1913 fins al 1922. D'aquesta manera comença la seua formació en l'Escola d'Arts i Oficis d'Avilés i en estudis particulars. És en aquesta ciutat on coneix al pintor d'Avilés Luís Bayón, qui anys més tard entraria a la Reial Acadèmia de Belles Arts de San Fernando, anant-se més tard a residir a París.
L'any 1922, quan comptava amb 20 anys, i aprofitant el nou trasllat de la família, aquesta volta a Madrid, entra a estudiar a la Reial Acadèmia de Belles Arts de San Fernando, on estudia fins al 1926, com també fa el seu germà Cristino des de 1923, mentre assisteixen també a l'Acadèmia Lliure de Julio Moisés. És a Madrid on es relaciona amb artistes, escriptors i cineastes com Salvador Dalí, Concha Méndez, Gregorio Prieto, Federico García Lorca, Margarita Manso, Luis Buñuel Portolés, María Zambrano o Rafael Alberti, amb qui mantindrà una relació fins que aquell coneix María Teresa León.
El 1927 mor sa mare, mentre Maruja Mallo pren part activa a la “Escuela de Vallecas”, que fou una proposta per crear una "troupe" surrealista, concebuda per l'escultor Alberto Sánchez Pérez i el pintor Benjamí Palencia. Durant aquesta dècada dels anys vint treballa per a nombroses publicacions literàries com La Gaceta Literária, El almanaque literario o la Revista de Occidente i realitza portades de diversos llibres. Ortega y Gasset coneix els seus quadres el 1928 i li organitza la seva primera exposició individual que s'inaugura el 28 de maig d'aquell mateix any en els salons de la Revista de Occidente, la qual obt un gran èxit. El mateix dia de la inauguració coneix el que seria un dels seus més fervents admiradors: Ramón Gómez de la Serna. Exhibeix deu olis que representen poblats plens de sol, toreros i manolas, així com estampes acolorides de maquinària, esports i cinema de principis de segle. L'exposició és tot un esdeveniment cultural a Madrid i també punt de partida perquè Maruja sigui jutjada per la seva obra i no per la seva condició femenina. En aquesta època la pintura de Maruja segueix la línia de la nova objectivitat o realisme màgic presentada per Franz Roh a 1925.
Entre 1925 i 1930 Maruja manté una relació amorosa amb Rafael Alberti en la qual, creativament, s'influeixen molt l'un a l'altra.

## Anys 30 i Segona República
Va col·laborar intensament amb Alberti fins al 1931, quedant com a constància d'aquest treball conjunt els decorats del drama Santa Casilda (1930), testimonis en llibres com Yo era un tonto y lo que he visto me ha hecho dos tontos i en Sermones y moradas. En aquests anys pinta la sèrie Cloacas y Campanarios, propera als plantejaments de la Escuela de Vallecas d'Alberto Sánchez Pérez, Benjamí Palencia, Miguel Prieto, Souto, Rodríguez Lluna i Eduardo Vicente, de la qual, com hem dit adés, havia formar part.
El 1932 obté una pensió de la Junta per a l'Ampliació d'Estudis per anar a París on coneix a René Magritte, Max Ernst, Joan Miró i Giorgio de Chirico, i participa en tertúlies amb André Breton i Paul Éluard. La seva primera exposició a París té lloc a la Galeria Pierre Loeb el 1932. Allà comença la seva etapa surrealista. La seva pintura va canviar radicalment i va aconseguir el mestratge, mentre que el mateix Breton li va comprar a 1932 el quadre titulat Espantapájaros, obra pintada el 1929, poblada d'espectres que avui és considerada una de les grans obres del surrealisme. Sorgeix una amistat entre Maruja i André Breton, qui li proporcionarà l'amistat de Jean Cassou, i el posarà en contacte amb Picasso, Joan Miró, Aragon, Jean Arp, René Magritte i el grup “Abstracció –Création”, del qual formava part Joaquim Torres i García.
Tornà a Madrid el 1933, any en què moriria el seu pare i que la va afectar profundament. Participà activament en la Societat d'Artistes Ibèrics. En aquells dies havia adquirit tal notorietat que el govern francès va comprar un dels seus quadres per exposar-lo al Museu Nacional d'Art Modern. Comença una etapa en què destaca l'interès per l'ordre geomètric i intern de la natura. En aquest mateix any, Maruja Mallo compromesa amb la República, va desenvolupar una triple dedicació docent com a professora de dibuix a l'Institut d'Arévalo (on va guanyar la càtedra de dibuix), a l'Institut Escola de Madrid i a l'Escola de Ceràmica de Madrid, per a la qual dissenyà una sèrie de plats, que no existeixen actualment, i per a la realització dels quals havia estat estudiant matemàtiques i geometria, amb la finalitat d'utilitzar aquests coneixements en la ceràmica.
Freqüenta Miguel Hernández, amb qui manté una relació amorosa. A més, junts van planejar el drama Los hijos de la piedra, inspirat en els fets de Casas Viejas i Astúries, i a la influència de Mallo es deuen les quatre composicions que el poeta separà de El rayo que no cesa, sota el nom de Imagen de tu huella, 18 dels 30 poemes d'aquesta obra. També es relaciona amb els pintors Luis Castellanos i Benjamí Palencia i l'escultor Alberto Sánchez Pérez i el 1934 torna a tractar amb Pablo Neruda, a qui ja havia conegut a París.
Durant 1935 prepara l'escenografia i els figurins de l'òpera de Rodolfo Halffter Clavileño, que no va arribar a estrenar-se.
A partir de 1936, comença la seva etapa constructiva, mentre que segueix exposant amb els pintors surrealistes a Londres i Barcelona. Manté una relació sentimental amb el líder sindicalista Alberto Fernández Mezquita amb qui participa com a docent en les Missions Pedagògiques, que l'apropen a la seva terra natal, Galícia, on als pocs mesos li sorprèn la Guerra Civil.
Al maig de 1936 té lloc la seva tercera exposició individual organitzada per ADLAN al Centre d'Estudis i Informació de la Construcció a la Carrera de San Jerónimo de Madrid, on exhibeix la sèrie de 16 quadres de Cloacas y Campanarios, la sèrie de 12 obres de Arquitecturas minerales y vegetales i els 16 dibuixos de Construcciones rurales, que publicaria el 1949 la Librería Clan, amb pròleg de Jean Cassou.
Va realitzar en aquells dies amb Àngel Planells una exposició de surrealisme internacional en les New Burlington Galleries de Londres.
En esclatar el conflicte bèl·lic del 36, Maruja Mallo fuig a Portugal, on la rep Gabriela Mistral, qui en aquell moment era ambaixadora de Xile a Portugal. Tota la seva obra ceràmica d'aquesta època és destruïda en la guerra. Poc temps després, la seva amiga Gabriela Mistral, l'ajuda a traslladar-se a Buenos Aires, rebent una invitació de l'Associació d'Amics de l'Art per donar una sèrie de conferències sobre la temàtica popular a la plàstica espanyola, "Procés històric de la forma en les arts plàstiques", a Montevideo i després a Buenos Aires, iniciant així el seu exili a l'Argentina que des del 1937 duraria 25 anys. Allà va seguir pintant, fent classes i conreant amistats, entre elles, Pablo Neruda.

## Exili
A Argentina rep un ràpid reconeixement, col·labora en la famosa revista d'avantguarda Sur, en la qual també participa Borges. És una etapa de la seva vida en què es dedica a viatjar (viu entre Uruguai i Buenos Aires) i a dissenyar, pintar, en definitiva a crear i crear. També se succeeixen les exposicions a París, Brasil i Nova York.
La seva primera obra allà continua la via iniciada amb Sorpresa del trigo, amb obres com Arquitectura humana, Canto de espigas i Mensaje del mar. Pinta La Serie Marina, harmonies lunars en colors plata i gris. Una altra influència d'aquesta època és el sol, la qual queda reflectida en La Serie Terrestre, harmonies solars en ocres i daurats. En la sèrie de Las Máscaras, Mallo s'inspira directament en els cultes sincrètics de les Amèriques.
Es troba en aquest moment amb el seu amic Alfonso Reyes, ambaixador de Mèxic a l'Argentina, amb qui romandrà fins al 1938, any en què ell torna a Mèxic.
El 2 d'agost de 1938 s'estrena la Cantata en la tumba de Federico García Lorca, d'Alfonso Reyes, amb música de Jaume Pahissa i Jo i escenografia de Maruja Mallo.
L'any 1939 viatja a Santiago de Xile, on és convidada per pronunciar un cicle de conferències. Aprofita la seva estada en aquest país per visitar Valparaíso i coneix les platges de Xile.
Del seu pas per Buenos Aires, el Museu del Dibuix i la Il·lustració, atresora en la seva col·lecció dos tremps sobre paper, representant animals meitat real i meitat fantàstics.
Als 37 anys publica el llibre Lo popular en la plástica española a través de mi obra (1939) i comença a pintar especialment retrats de dones, iniciant una etapa amb un estil precursor de l'art pop nord-americà.
El 1940 viatja novament a Montevideo i visita les platges atlàntiques de Punta del Este i Punta Ballena.
El 1942 es publica el llibre Maruja Mallo, amb un text previ de Ramón Gómez de la Serna, en el qual es reprodueixen textos de l'autora.
Entre 1945-1957, Maruja Mallo té un període fosc; les seves aparicions públiques i les seves exposicions també són més rares.
A 1945, viatja a Xile i es trasllada a Viña del Mar i l'Illa de Pasqua, amb el seu amic Pablo Neruda, buscant inspiració per a realitzar l'encàrrec d'un mural en un cinema Los Ángeles de Buenos Aires, que s'inauguraria a l'octubre d'aquest mateix any.
Quan s'instaura el peronisme a l'Argentina, Maruja deixa el país i es trasllada a Nova York, per tornar a Espanya a 1965, després de vint anys d'exili.
L'11 d'octubre de 1948 realitza una exposició a la galeria Carroll Carstairs de Nova York.
Al març de 1950 exposa a la Galerie Silvagni de París i el 1959 a la Galeria Bonino de Buenos Aires.

## Retorn a Espanya
El 1961 torna a Espanya i s'instal·la a Madrid, on, a l'octubre, realitza una exposició a la galeria Mediterrani.
La que va ser una de les grans figures del surrealisme de preguerra és gairebé una desconeguda a la seva terra i la seva vida pública desapareix. Però no li va importar, es va instal·lar al carrer Núñez de Balboa de Madrid i, gairebé com un símbol, va dibuixar de nou la portada de la Revista de Occidente.
El 1979, va començar la seva última etapa pictòrica amb Los Moradores del vacío. Tenia ja 77 anys però encara conservava aquesta frescor i vitalitat que l'acompanyaria tota la vida.
A la dècada de 1980 li van oferir diverses exposicions i premis, com la Medalla d'Or al Mèrit en les Belles Arts, concedida pel Ministeri de Cultura d'Espanya el 1982, i el Premi d'Arts Plàstiques de Madrid.
El 1990 rep la Medalla d'Or de la Comunitat de Madrid i el 1991 la Medalla de Galícia. Incinerada al cementiri de l'Almudena, les seves cendres, per voluntat seva, foren esparses per la Mariña de Lugo, on havia nascut.
El 1992, amb motiu del seu 90 aniversari, se celebra una exposició a la galeria Guillermo de Osma de Madrid, que mostra, per primera vegada, sèries dels quadres pintats en la seva època d'exili a Amèrica.
El 1993 té lloc una gran exposició antològica a Santiago de Compostel·la que inaugura el nou Centre Gallec d'Art Contemporani. Més tard, l'exposició és traslladada a Museo de Bellas Artes de Buenos Aires.
El 6 de febrer de 1995 mor a Madrid als 93 anys.

## Homenatges
A Viveiro, la seva ciutat natal, està prevista la construcció d'un museu permanent i d'un centre d'estudis de la seva obra. A més, una avinguda porta el seu nom al districte de Hortaleza, Madrid.

## Obres destacades
- La Verbena (1927)
- La huella (1929)
- Cabeza de mujer (1941)
- Máscaras (1942)
- Naturaleza viva (1943)
- El racimo de uvas (1944)
- Oro (1951)
- Agol (1969)
- Geonauta (1975)
- Selvatro (1979)

## Exposicions individuals
- Maruja Mallo. Exposición Antológica. Madrid, Mediterráneo, 1961[11]
- Maruja Mallo. Homenaje a Revista de Occidente. Madrid, Estiarte, [1979][12]
- Maruja Mallo. Obra Gráfica Completa. La Coruña, Pardo Bazán Galería de Arte, 6/3/1992-24/3/1992[13]
- Maruja Mallo. Madrid, Guillermo de Osma Galería, 21/10/1992-20/12/1992[14]
- Maruja Mallo. Obra Gráfica Completa. Madrid, Estiarte, 10/[1994]-11/[1994][15]
- Maruja Mallo. Naturalezas Vivas. Madrid, Guillermo de Osma Galería, 17/6/2002-24/7/2002[16]
- Maruja Mallo. Barcelona, Sargadelos, 16/10/2003[17]